# 牤牛海子
牤牛海子是位于中国内蒙古自治区兴安盟突泉县太平乡东南的一个湖泊。其具体位置约为东经121°54′，北纬45°14′。湖面海拔186.5米，面积约4平方公里，为咸水湖。